# Henry Rowlands
Henry Rowlands, Pseudonym Charles King (* 1655 in Plas Gwyn, Llanedwen; † 21. November 1723 in Llanedwen) war ein britischer Geistlicher, Antiquar und früher Geologe.

## Leben
Henry Rowlands war der Sohn von William Rowlands und Magdaline, der Tochter von Edward Wynne von Penhysgyn Isa. Er stammte aus einer angesehenen lokalen Familie, die auf dem Landsitz Plas Gwyn ansässig war und erhielt ausweislich seiner Werke eine gute Erziehung in klassischen Sprachen, vermutlich in Privatunterricht. Er wurde 1682 als anglikanischer Geistlicher ordiniert. Am 2. Oktober 1696 erhielt er die Einkünfte aus Llanfair-pwll und Llantysilio, 1682 die Pfarrei von Llanidan mit Llanedwen, Llanddaniel-fab und Llanfair-yn-y-cwmwd nach dem Tode seines Vorgängers John Davies. Er war mit Elizabeth Nicholas verheiratet und hatte zwei Töchter und drei Söhne. Seine Heimatregion, die Insel Anglesey, hat er zeitlebens kaum verlassen und war nie weit gereist. Er korrespondierte allerdings mit den zeitgenössischen Historikern Edward Lhuyd und Browne Willis (1682–1760).

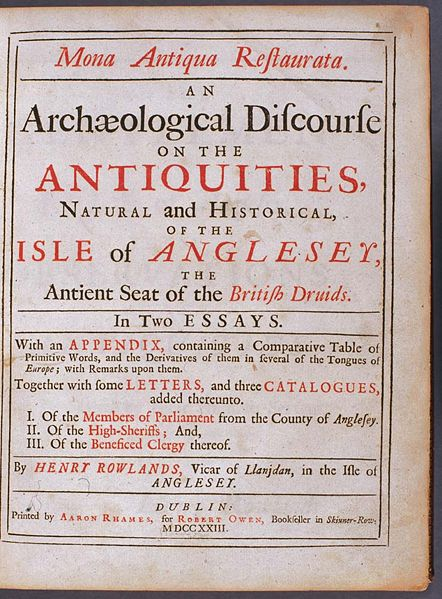
Mona Antiqua Restaurata

## Werke
Rowlands schrieb ein Buch über die prähistorischen Altertümer von Anglesey (Mona Antiqua Restaurata) wie Steinkreise und Cromlechs und hielt seine Heimat für den einstigen Hauptsitz der Druiden in Großbritannien und die Cromlechs für Druidentempel. Eine ähnliche These vertrat schon der Kartograph und Antiquar Humphrey Llwyd oder Lhuyd (um 1527–1568). Beide stützten sich auf Tacitus (Agricola), der Druiden bei der römischen Eroberung von Anglesey erwähnt, und seine Theorie erhielt neuen Auftrieb, als in den 1940er Jahren ein Hort im See Llyn Cerrig Bach auf Anglesey gefunden wurde. Rowlands verband die von Tacitus geschilderten blutigen Opferaltäre der Druiden mit den Megalithmonumenten auf Anglesey und sah ihre Religion verwandt mit der des Alten Testaments, in der auch Menschenopfer verlangt wurden, Reste einer alten, einheitlichen patriarchalischen Religion. Er begründete das damit, dass ja die Briten Nachfahren von Gomer, einem Enkel von Noah seien. Das wurde von William Stukeley aufgegriffen, der das auf Stonehenge übertrug. Seine Abbildung eines Druiden zeigte diesen mit wallendem Bart, Sandalen, Kapuzengewand, Stock und einem Zweig mit Eichenblättern in der Hand. Die Rekonstruktion war von der von Aylett Sammes (Britannia Antiqua illustrata 1676) beeinflusst, nur dass der Druide dort statt eines Eichenzweiges ein Buch in der Hand hielt und keine Sandalen trug, sondern barfuß war.
Rowlands vertrat auch weitere heute überholte Ansichten (wie über die Verwandtschaft des Kymrischen mit anderen keltischen Sprachen), überlieferte aber in seinem Buch wichtige archäologische Hinweise.
Er war an Debatten über die Natur von Fossilien beteiligt (unter dem Pseudonym Charles King) und publizierte 1705 ein Buch dazu. Dieses Buch wurde auch ins Deutsche übersetzt wurde. Er bemerkte, dass es zwar natürlich sei, Fossilien für Relikte von Lebewesen anzusehen, dem aber die Frage des Transports an ihren Ablagerungsort entgegenstehe.
Außerdem schrieb er über Ackerbau auf Anglesey (Idea agriculturae: the principles of vegetation asserted and defended, Dublin 1764) und einen Treatise on Geology (verloren).
Er hinterließ ein lateinisches Manuskript über die Kirchengeschichte von Anglesey (Antiquitates Parochiales), geschrieben 1710 und teilweise in Cambro Briton (in englischer Übersetzung) und Archaeologia Cambrensis veröffentlicht (1846–1849).

## Schriften
- Mona Antiqua Restaurata, an Archæological Discourse on the Antiquities, Natural and Historical of the Isle of Anglesey. Dublin 1723; 2. Auflage, London 1766 (Herausgeber Henry Owen, der das Buch auch überarbeitete), (Digitalisat)
  - Supplementband: Nicholas Owen: A History of the Island of Anglesey, serving as a Supplement to Rowland's Mona Antiqua Restaurata, to which are also added Memoirs of Owen Glendower.  1775.
- Idea Agriculturæ. The Principles of Vegetation asserted and defended. 1764 (geschrieben 1704) (Digitalisat).